# Conseil européen des 24 et 25 mars 2022
Les échanges des dirigeants de l'Union européenne réunis lors du Conseil européen des 24 et 25 mars 2022 ont porté en priorité sur l'invasion de l'Ukraine par la Russie et ses conséquences, la coopération entre l'UE et les États-Unis, la politique de sécurité et de défense de l'UE, l'approvisionnement énergétique de l'UE et la Covid-19.
Le 24 mars, les dirigeants européens ont été rejoints par le président américain Joe Biden pour débattre du soutien à l’Ukraine et du renforcement de la coopération transatlantique, et par le président ukrainien Volodymyr Zelensky, par vidéoconférence.

## Agression de la Russie contre l'Ukraine
Le président en exercice du Conseil européen, Emmanuel Macron, annonce à l'issue du Conseil européen une opération humanitaire pour Marioupol : « Nous allons, en lien avec la Turquie et avec la Grèce, lancer une opération humanitaire, pour évacuer toutes celles et ceux qui souhaitent quitter Marioupol », précisant devoir s’entretenir sur le sujet avec le président russe.

## Politique énergétique de l'UE
En marge du sommet européen de cette semaine, les Etats-Unis et l'Union européenne annoncent le 25 mars un vaste accord d'exportation de gaz naturel liquéfié (GNL) américain vers l'Union européenne,.
Les dirigeants européens donnent mandat à la Commission européenne pour faire des achats communs de produits énergétiques via des contrats longs aux meilleures conditions de marché possibles et réfléchir à une meilleure dissociation des prix du gaz et de l’électricité,.

## Sécurité et défense
Le Conseil européen approuve la « boussole stratégique » qui doit notamment permettre à l'UE d'agir plus rapidement et de manière plus décisive face aux crises, et de stimuler les investissements et l'innovation en matière de défense.

## Sources

#### Documents de l'UE
- « Conseil européen, 24-25 mars 2022 », sur Consilium, 25 mars 2022.
- « Conclusions du Conseil européen sur l'agression militaire russe contre l'Ukraine, 24 mars 2022 », sur Consilium, 24 mars 2022.
- « Communiqué conjoint du Conseil européen et des États-Unis, 24 mars 2022 », sur Consilium, 24 mars 2022.

#### Articles et autres documents
- « L’Union européenne et les Etats-Unis officialisent un accord sur des livraisons supplémentaires de GNL pour l’Europe », L'Opinion,‎ 25 mars 2022 (lire en ligne).
- Virginie Malingre et Philippe Ricard, « Les Etats-Unis veulent aider l’Europe à faire face à l’arme énergétique russe », Le Monde,‎ 26 mars 2022 (lire en ligne).
- « « Opération humanitaire » pour Marioupol, achats communs de produits énergétiques : les annonces de Macron à l’issue d’un sommet européen à Bruxelles », Le Monde,‎ 25 mars 2022 (lire en ligne).
- Anne Rovan, « Guerre en Ukraine: la Commission va se lancer dans les achats communs d’énergie », Le Figaro,‎ 25 mars 2022 (lire en ligne).

## Compléments